# Белое (исток Калининки)
Белое (Дехино) — озеро в Плесновской волости Гдовского района Псковской области.
Площадь — 0,33 км² (33 га). Максимальная глубина — 4,0 м, средняя глубина — 1,0 м.
Из озера вытекает река Калининка (приток реки Рожни). На северном и восточном берегах озера стоят деревни Дехино и Кареловщина; на юго-западном — находится урочище, бывшая деревня, Белое.
Тип озера был определён как плотвично-окуневый с уклеей, где водятся рыбы: щука, плотва, окунь, ерш, красноперка, уклея, карась, линь, язь, налим, вьюн. Из водных растений произрастают тростник, осока, камыш, хвощ, кубышка, кувшинка, рдесты, элодея, горец, телорез, полушник.
Для озера характерно: отлогие берега, на них лес, луга, огороды; дно в центре илистое, в литорали — песок, заиленный песок, ил. Зимой случаются заморы.

## Исторические сведения
Первые упоминания озера находятся в писцовой книге 1571 года при описании деревень Белое, Новое Козлово Белое, Корелово, Высставка и Серетка.

«За князем Иваном Ивановичем Елецкого да за племянником за его за князем Иваном Михайловичем Елецкого.

[…]

Дер. Белое, обжа: дв. Михалка Иванов, дв. Селиван Иванов, засеву в поле на обже 4 четверти, сена копна.

Дер. Козлово Новое вопче, пол-обжи, в ней 2 дворы: дв. Демитко Иванов, дв. Карпик Иванов, засеву в поле 2 четверти, а в дву по тому-ж, сена 2 копны.

Да у тех же деревень озерко Белое вопче, в длину на пол-версты, а поперег стрелить из лука, а в нём ловят плотицы и ерши.

[…]

За Фетиньею за Ивановой женой Пустошкина, да за Ивановой сестрой за Овдотьею за Федоровой женою Телегина, да за Ивановой дочерью за девкою за Оксеньею.

[…]

Дер. Дехини, по старому писму 2 обжи: дв. Матфейко Власов, засеву в поле 4 четверти, а в дву по тому-ж, закосу сена копна, а обжа сь четвертью пуста.

[…]

Дер. Новое Козлово Белое над озером над Белым, обжа: дв. Гаврилко Онисимов, дв. Панко Морозов, пашни в поле 8 червертей, а в дву по тому-ж, сена 3 копны.

[…]

За Злобою за Федоровым сыном Пустошкина.

[…]

Да меновного поместья в том же Щепецком погосте.

[…]

Дер. Корелово, 4 обжи.

Дер. Высставка, дер. Серетка, пол-3 обжи пусты над озером над Белым.

А засеву на тех на выменных деревнях 70 четвертей.»— [РГАДА, Ф. 137, Оп. 1, Новгород, № 8, лл. 35-37, 39, 39 об.]; опубликовано: «Новгородские писцовые книги, изданные императорской Археографической комиссией», т. 5, СПб, 1905 г., ред. С. К. Богоявленский.
Во времена Генерального межевания (в конце XVIII века) это озеро было выделено в отдельную дачу площадью 5 десятин 180 квадратных саженей (5,5 гектара). Принадлежало оно помещицам Наталье Матвеевой дочери Хвостовой и Агафье Григорьевой дочери Корсаковой.

| м у ж е с к а |

| ж е н с к а |

| д е с я т и н ы |

| с а ж е н и |

| д е с я т и н ы |

| с а ж е н и |

| д е с я т и н ы |

| с а ж е н и |

| д е с я т и н ы |

| с а ж е н и |

| д е с я т и н ы |

| с а ж е н и |

| д е с я т и н ы |

| с а ж е н и |
— [РГАДА, Ф. 1355, Оп. 1, № 1138, лл. 178 об., 179]
На берегу этого озера в то время стояли следующие дачи (с селениями и пустошами).
- Деревня Белая князя Григорья Александровича Потёмкина, князя Ивана Иванова сына Елецкого, Ирины Ефимовой дочери жены Митковой (ныне — дер. Дехино).
- Деревня Белая князя Григорья Александровича Потёмкина (ныне — дер. Кареловщина).
- Деревня Белая Выставка с пустошами Власовшиной и Белой, Новое Козлово тож, князя Григорья Александровича Потёмкина, Афанасья Семеновича Жукова (ныне — ур. Белое).
- Пустошь Власовшина князя Григорья Александровича Потёмкина, Афанасья Семеновича Жукова (находилась у юго-западной оконечности озера).

На карте Шуберта 1834 года и на военно-топографической карте 1863 года у озера Белое обозначены только деревни Заозерье (на месте современной деревни Дехино); Кареловшина; Белая. На карте 1916 года — деревня Белая (на месте современной дер. Дехино); деревня Кареловщина, деревня Белая Выставка (на месте современного ур. Белое).

На карте 1936 года у озера Белое указаны деревни Кареловщина (34 дома) и Белая (7 домов); на месте современной деревни Дехино обозначены только хутора. Владельцами хуторов были эстонцы, насчитывалось их порядка тридцати (Августа Розе, Гральман, Аниярв, Комусар, Ряни, Каур, Дроздовские поля, Ахи, Кернер, Кузьма Катя, Ребане, Пир, Эрс, Нигуль, Нигуль, Крюнберг, Восман, Сульп Александр, Сорока, Эберов, Мягги Эрта, Соско, Сульп Оскар, Пир (на хуторе была ветряная мельница), Михельсар, Кутсар, Ротс, Лепиков, Ватсар, Мяги, Тиген), находились они на Дехинской пустоши. Название эта пустошь получила по старинной деревне Дехини, упоминавшейся в писцовой книге 1571 года (отрывок приведён выше), решение о постройке которой было принято ещё в 1498/99 году.

«В Залесье в Щепецком погосте великаго князя волости в Олексеевской, да в Микифоровской, да в Григорьевской Борисовых детей Мураш[к]ина, в Замошье пустошь Березна меж Яни реки и Рожны и Березна озера, да пустошь Дехини, что пахали наездом из Дворищ Мишка Петров да Федко Куров, даны Зиновку Иванову сыну, да его сыну Кондрату, да Вельяминку Максимову, на тех им пустошех дворы себе ставити и роспахивати. А лгота им дана на 4 годы; а отсидев лготу давати им оброку с тех деревень 7 пудов меду Московская и за обежную дань. А дати им тот оброк впервые на Рождество Христово лета 7010; а не будет у них меду, и им давати за пуд меду 2 гривны Ноугородские. А дворецкаго пошлины, и дьячие, и ключничи давати им 10 денег.»— [РГАДА, Ф.1209, Оп.1, №706, л.270]; опубликовано: «Новгородские писцовые книги, изданные императорской Археографической комиссией», т. 5, СПб, 1905 г., ред. С. К. Богоявленский, стб. 422.
Однако, лежала она не на озере, а в километре к западу от него. Во времена Генерального межевания здесь были замежёваны дачи пустошей Малая Дехина (князя Григорья Александровича Потёмкина) и Большая Дехина (Афонасья Семенова сына Жукова). Деревня с названием Дехино появилась на Белом озере после Великой Отечественной войны.